# اچ‌ام‌اس گریت (اف۱۰۱)
اچ‌ام‌اس گریت (اف۱۰۱) (به انگلیسی: HMS Yarmouth (F101)) یک کشتی بود. این کشتی در سال ۱۹۵۹ ساخته شد.